# 獻給世人
《獻給世人》（日语：／ Sekai no hito e */?）是日本女子偶像組合NGT48的第4張單曲，於2018年10月3日由Ariola Japan發行。同名標題曲由荻野由佳擔任Center（中心成員）。

## 概要
單曲分為Type-A、Type-B、Type-C和NGT48 CD盤，總共4個版本。其中，《獻給世人》、《Soft serve》和「《獻給世人》MV幕後花絮 in俄羅斯｜海參崴」收錄於所有版本，《獻給世人》的音樂錄影帶則收錄於NGT48 CD盤以外的所有版本。NGT48 CD盤收錄了《今天輸了也沒關係》；《心中的太陽》及其音樂錄影帶、「NGT48 研究生 短篇電影《短暫夏天的再見 -泉 篇-》」收錄於Type-A；《窗簾的圖案》及其音樂錄影帶、「NGT48 研究生 短篇電影《短暫夏天的再見 -園 篇-》」收錄於Type-B；《直到快要哭泣》及其音樂錄影帶、「NGT48 研究生 短篇電影《短暫夏天的再見 -文 篇-》」、影片「宮島亞彌 畢業紀念 最終訪談」收錄於Type-C。NGT48 CD盤以外所有版本均有全國握手會參加券和隨機生寫真一張。
2018年7月9日，NGT48在劇場公演中宣佈推出本單曲，並預計於9月26日發行。7月26日，NGT48在Youtube上公佈選拔成員名單，Center（中心位置成員）為荻野由佳。8月20日，負責發行本單曲的索尼音樂宣布因為配合製作進度的考量，將延遲一週至10月3日發行。8月29日，NGT48公開了標題曲的名稱、其音樂錄影帶和收錄內容；以往NGT48單曲的音樂錄影帶均是在新潟縣內拍攝，這一次則遠赴俄羅斯，在NGT48根據地新潟市的友好城市海參崴拍攝，當天海參崴市長維塔利·維爾肯科還親自前往拍攝場地向成員表達謝意。9月3日，收錄於單曲內的短篇電影《短暫夏天的再見》的預告片段正式公開。9月6日，《心中的太陽》音樂錄影帶短版在Youtube上正式公開，此曲是加藤美南第一首單獨做為Center演唱的歌曲。9月9日，由本間日陽擔任Center的《窗簾的圖案》音樂錄影帶短版在Youtube上正式公開。9月15日，NGT48在日本武道館舉行單曲發售紀念活動。9月26日，NGT48在Youtube上公開了單曲音樂錄影帶幕後花絮的精華片段。10月1日，NGT48在Youtube上公開了由淺野忠信擔任旁白的單曲預告影片。10月4日，NGT48在Youtube上公開了《今天輸了也沒關係》的音樂錄影帶，這是選秀2期暨第2期研究生21人的第一首原創歌曲。10月19日，本單曲在全球119個國家配信（數位發行），這是NGT48首次在日本以外的國家進行配信。10月19日，NGT48在Instagram上進行募集，希望讓世界上的人一同假唱本單曲的副歌，然後將相關影像輯錄成官方假唱影片。
NGT48在NHK綜合頻道節目《歌曲演唱會》、日本放送節目《Mu～comi+Plus》和TBS電視台節目《COUNT DOWN TV》等也有宣傳本單曲。

## 反應
在《告示牌》Top Singles Sales榜中，本單曲首週銷量為167,062張，取得週榜第2位，而在日本熱門100金曲榜亦同樣排第2位。在Oricon公信榜中，本單曲首週銷量為143,303張，位列週榜第2位。

## 封面寫真
| Type-A     | 荻野由佳、小熊倫實、柏木由紀、加藤美南、菅原里子             |
| Type-B     | 西村菜那子、長谷川玲奈、本間日陽、山口真帆、山田野繪         |
| Type-C     | 高倉萌香、太野彩香、中井莉加、中村步加、奈良未遙、西潟茉莉奈 |
| NGT48 CD盤 | 「獻給世人」選拔成員全16人                                   |

封面寫真與音樂錄影帶均於俄羅斯的海參崴拍攝。

## 歌曲列表

### Type-A
| CD   | CD                             | CD     | CD       | CD       |
| 曲序 | 曲目                           |        | 作曲     | 編曲     |
| ---- | ------------------------------ | ------ | -------- | -------- |
| 1.   | 獻給世人                       | 秋元康 | Mr.LIVE  | 立山秋航 |
| 2.   | Soft serve（新潟SHOWROOM選抜） | 秋元康 | 佐佐木裕 | 佐佐木裕 |
| 3.   | 心中的太陽（Team NIII）        | 秋元康 | 三井真一 | 三井真一 |
| 4.   | 獻給世人 off vocal ver.        |        | Mr.LIVE  | 立山秋航 |
| 5.   | Soft serve off vocal ver.      |        | 佐佐木裕 | 佐佐木裕 |
| 6.   | 心中的太陽 off vocal ver.      |        | 三井真一 | 三井真一 |

| DVD  | DVD                                             | DVD        |
| 曲序 | 曲目                                            | 導演       |
| ---- | ----------------------------------------------- | ---------- |
| 1.   | 獻給世人 Music Video                            | 長谷井宏紀 |
| 2.   | 心中的太陽 Music Video                          | 戶塚富士丸 |
| 3.   | 獻給世人 MV幕後花絮 in俄羅斯｜海參崴            |            |
| 4.   | NGT48 研究生 短篇電影《短暫夏天的再見 -泉 篇-》 | 兒山隆     |

### Type-B
| CD   | CD                             | CD     | CD        | CD       |
| 曲序 | 曲目                           |        | 作曲      | 編曲     |
| ---- | ------------------------------ | ------ | --------- | -------- |
| 1.   | 獻給世人                       | 秋元康 | Mr.LIVE   | 立山秋航 |
| 2.   | Soft serve（新潟SHOWROOM選拔） | 秋元康 | 佐佐木裕  | 佐佐木裕 |
| 3.   | 窗簾的圖案（Team G）           | 秋元康 | Itoh↗kun. | 立山秋航 |
| 4.   | 獻給世人 off vocal ver.        |        | Mr.LIVE   | 立山秋航 |
| 5.   | Soft serve off vocal ver.      |        | 佐佐木裕  | 佐佐木裕 |
| 6.   | 窗簾的圖案 off vocal ver.      |        | Itoh↗kun. | 立山秋航 |

| DVD  | DVD                                             | DVD        |
| 曲序 | 曲目                                            | 導演       |
| ---- | ----------------------------------------------- | ---------- |
| 1.   | 獻給世人 Music Video                            | 長谷井宏紀 |
| 2.   | 窗簾的圖案 Music Video                          | 三石直和   |
| 3.   | 獻給世人 MV幕後花絮 in俄羅斯｜海參崴            |            |
| 4.   | NGT48 研究生 短篇電影《短暫夏天的再見 -園 篇-》 | 兒山隆     |

### Type-C
| CD   | CD                             | CD     | CD            | CD       |
| 曲序 | 曲目                           |        | 作曲          | 編曲     |
| ---- | ------------------------------ | ------ | ------------- | -------- |
| 1.   | 獻給世人                       | 秋元康 | Mr.LIVE       | 立山秋航 |
| 2.   | Soft serve（新潟SHOWROOM選拔） | 秋元康 | 佐佐木裕      | 佐佐木裕 |
| 3.   | 直到快要哭泣（新潟朋友選拔）   | 秋元康 | Egawa Hiroshi | 立山秋航 |
| 4.   | 獻給世人 off vocal ver.        |        | Mr.LIVE       | 立山秋航 |
| 5.   | Soft serve off vocal ver.      |        | 佐佐木裕      | 佐佐木裕 |
| 6.   | 直到快要哭泣 off vocal ver.    |        | Egawa Hiroshi | 立山秋航 |

| DVD  | DVD                                             | DVD        |
| 曲序 | 曲目                                            | 導演       |
| ---- | ----------------------------------------------- | ---------- |
| 1.   | 獻給世人 Music Video                            | 長谷井宏紀 |
| 2.   | 直到快要哭泣 Music Video                        | 佐藤英輔   |
| 3.   | 獻給世人 MV幕後花絮 in俄羅斯｜海參崴            |            |
| 4.   | NGT48 研究生 短篇電影《短暫夏天的再見 -文 篇-》 | 児山隆     |
| 5.   | 宮島亞彌 畢業紀念 最終訪談                      |            |

### NGT48 CD盤
| CD   | CD                              | CD     | CD        | CD       |
| 曲序 | 曲目                            |        | 作曲      | 編曲     |
| ---- | ------------------------------- | ------ | --------- | -------- |
| 1.   | 獻給世人                        | 秋元康 | Mr.LIVE   | 立山秋航 |
| 2.   | Soft serve（新潟SHOWROOM選拔）  | 秋元康 | 佐佐木裕  | 佐佐木裕 |
| 3.   | 今天輸了也沒關係（研究生）      | 秋元康 | Itoh↗kun. | APAZZI   |
| 4.   | 獻給世人 off vocal ver.         |        | Mr.LIVE   | 立山秋航 |
| 5.   | Soft serve off vocal ver.       |        | 佐佐木裕  | 佐佐木裕 |
| 6.   | 今天輸了也沒關係 off vocal ver. |        | Itoh↗kun. | APAZZI   |

## 選拔成員

### 獻給世人
（Center：荻野由佳）
- Team NIII：荻野由佳、柏木由紀（兼任AKB48 Team B）、加藤美南、高倉萌香、太野彩香、西潟茉莉奈、西村菜那子、山田野繪
- Team G：小熊倫實、菅原里子、中井莉加、中村步加、奈良未遙、長谷川玲奈、本間日陽、山口真帆

### Soft Serve
「新潟SHOWROOM選拔」名義
（Center：中井莉加）
- Team NIII：荻野由佳、清司麗菜、西潟茉莉奈、西村菜那子
- Team G：小熊倫實、日下部愛菜、菅原里子、中井莉加、中村步加、奈良未遙、長谷川玲奈、本間日陽、村雲颯香
- 研究生：安藤千伽奈、佐藤海里、高橋七實、對馬優菜子、藤崎未夢

### 心中的太陽
「Team NIII」名義
（Center：加藤美南）
- Team NIII：荻野由佳、柏木由紀（兼任AKB48 Team B）、加藤美南、佐藤杏樹、清司麗菜、高倉萌香、髙橋真生、太野彩香、西潟茉莉奈、西村菜那子、山田野繪

### 窗簾的圖案
「Team G」名義
（Center：本間日陽）
- Team G：小熊倫實、角尤利婭、日下部愛菜、菅原里子、中井莉加、中村步加、奈良未遙、長谷川玲奈、本間日陽、村雲颯香、山口真帆

### 直到快要哭泣
「新潟朋友選拔」名義
（Center：清司麗菜）
- Team NIII：佐藤杏樹、清司麗菜、高倉萌香、髙橋真生
- Team G：角尤利婭

### 今天輸了也沒關係
「研究生」名義
（Center：安藤千伽奈）
- 研究生：安藤千伽奈、佐藤海里、高橋七實、對馬優菜子、藤崎未夢、大塚七海、小越春花、川越紗彩、小見山沙空、曾我部優芽、高澤朋花、寺田陽菜、富永夢有、羽切瑠菜、古澤愛、古館葵、真下華穗、三村妃乃、諸橋姫向、山崎美里衣、渡邉步咲

### 文獻
1. ↑  . 台灣索尼音樂JPOP官方臉書. 2018-10-19  [2018-10-19]. （原始内容存档于2019-02-17） （中文（臺灣））.
2. 1 2  . 音樂Natalie (Natasha Inc.). 2018-08-30  [2018-08-31]. （原始内容存档于2021-01-18）.
3. ↑  . NGT48.   [2018-11-01]. （原始内容存档于2019-09-11） （日语）.
4. ↑  . NGT48.   [2018-11-01]. （原始内容存档于2019-03-23） （日语）.
5. ↑  . NGT48.   [2018-11-01]. （原始内容存档于2019-03-23） （日语）.
6. ↑  . NGT48.   [2018-11-01]. （原始内容存档于2019-03-23） （日语）.
7. ↑  . natalie. 2018-07-09  [2018-11-01]. （原始内容存档于2019-04-14） （日语）.
8. ↑  . BARKS (ジャパンミュージックネットワーク). 2018-07-10  [2018-09-05]. （原始内容存档于2021-04-21）.
9. ↑  . natalie. 2018-07-09  [2018-11-01]. （原始内容存档于2018-12-06） （日语）.
10. ↑  . NGT48 ソニーミュージック オフィシャルサイト. ソニー・ミュージックエンタテインメント. 2018-08-20  [2018-09-06]. （原始内容存档于2020-02-19）.
11. ↑  . Real Sound. 2018-09-03  [2018-11-01]. （原始内容存档于2020-09-25） （日语）.
12. ↑  . natalie. 2018-09-06  [2018-11-01]. （原始内容存档于2019-04-14） （日语）.
13. ↑  . natalie. 2018-09-09  [2018-11-01]. （原始内容存档于2019-04-14） （日语）.
14. ↑   [NGT48，43人編制在武道館首次披露　荻野由佳：真的真的就像做夢]. ORICON NEWS (oricon ME inc.). 2018-09-15  [2018-10-31]. （原始内容存档于2018-10-31） （日语）.
15. ↑  . natalie. 2018-09-26  [2018-11-01]. （原始内容存档于2019-04-14） （日语）.
16. ↑  . natalie. 2018-10-01  [2018-11-01]. （原始内容存档于2019-04-14） （日语）.
17. ↑  . natalie. 2018-10-04  [2018-11-01]. （原始内容存档于2019-03-28） （日语）.
18. ↑   [NGT48，新曲「獻給世人」將在119個國家數位發行]. ORICON NEWS (oricon ME inc.). 2018-10-09  [2018-10-10]. （原始内容存档于2018-10-10） （日语）.
19. ↑  . natalie. 2018-10-19  [2018-11-01]. （原始内容存档于2020-08-15） （日语）.
20. ↑  . NHK. 2018-10-02  [2018-11-01]. （原始内容存档于2018-10-31） （日语）.
21. ↑  . 日本放送. 2018-10-01  [2018-11-01]. （原始内容存档于2018-10-31） （日语）.
22. ↑  . natalie. 2018-10-09  [2018-11-01]. （原始内容存档于2019-04-14） （日语）.
23. ↑  . 告示牌. 2018-10-09  [2018-11-01]. （原始内容存档于2018-10-10） （日语）.
24. ↑  . 告示牌. 2018-10-10  [2018-11-01]. （原始内容存档于2019-05-12） （日语）.
25. ↑  . Oricon.   [2018-11-01]. （原始内容存档于2018-10-10） （日语）.
26. ↑  . ドワンゴジェイピーnews (ドワンゴ). 2018-08-30  [2018-09-06]. （原始内容存档于2018-09-05）.
27. ↑   [NGT48加藤美南、首次單獨Center發揮喜劇演員的樣子　經紀人由柏木由紀等人飾演]. modelpress (Netnative Inc.). 2018-09-06  [2018-09-08]. （原始内容存档于2018-09-08） （日语）.

## 外部鏈結
- Sony Music
  - Type-A （页面存档备份，存于）
  - Type-B （页面存档备份，存于）
  - Type-C （页面存档备份，存于）
  - NGT48 CD盤 （页面存档备份，存于）
- NGT48 Official Site
  - Type-A
  - Type-B
  - Type-C
  - NGT48 CD盤
- https://ngt48.com/discography/detail/17 （页面存档备份，存于） - NGT48 Mobile
- YouTube上的